# Liste der Baudenkmäler in Lechbruck am See

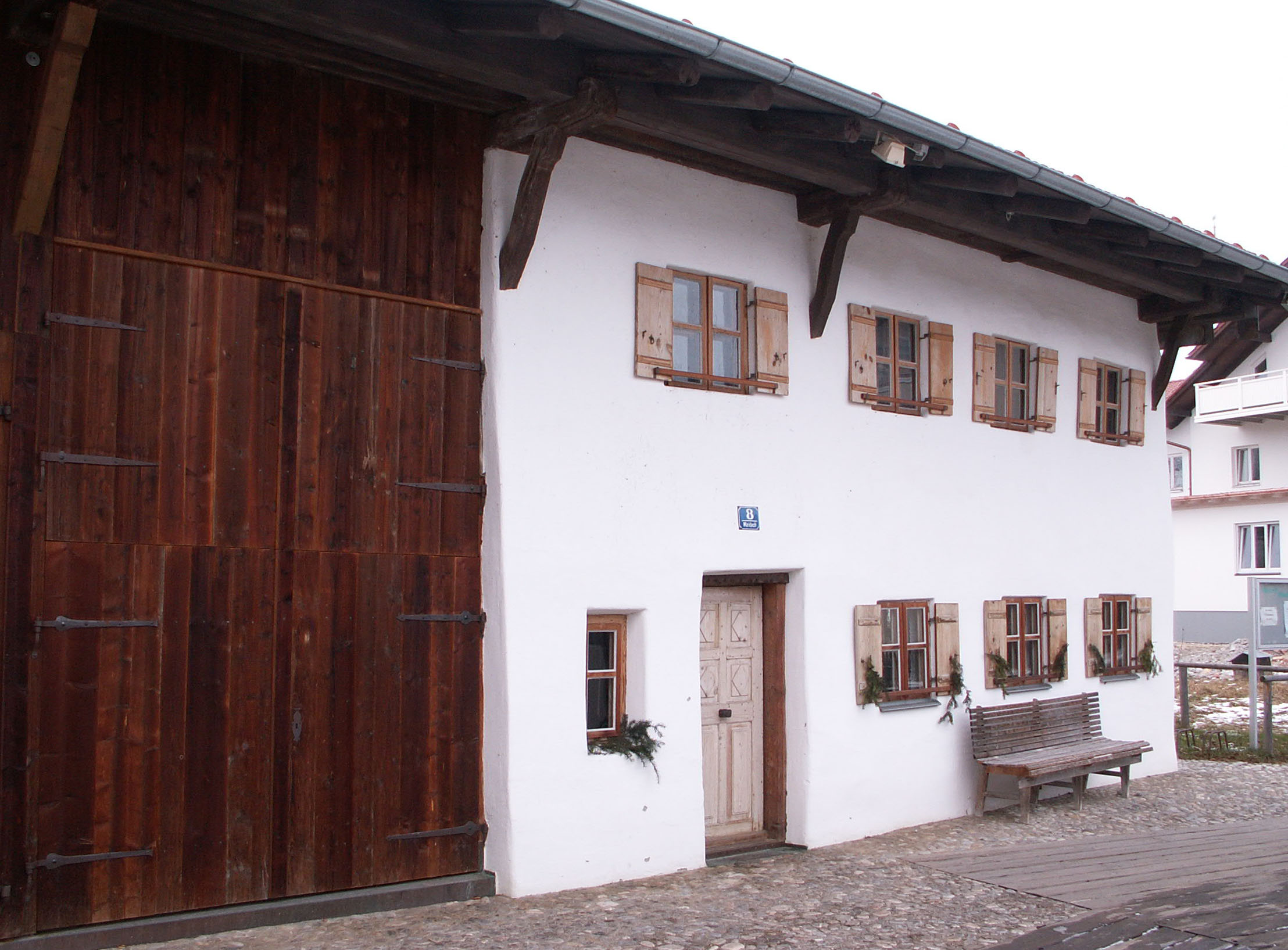
Das Flößermuseum in Lechbruck

Auf dieser Seite sind die Baudenkmäler in der schwäbischen Gemeinde Lechbruck am See zusammengestellt. Diese Tabelle ist eine Teilliste der Liste der Baudenkmäler in Bayern. Grundlage ist die Bayerische Denkmalliste, die auf Basis des Bayerischen Denkmalschutzgesetzes vom 1. Oktober 1973 erstmals erstellt wurde und seither durch das Bayerische Landesamt für Denkmalpflege geführt wird. Die folgenden Angaben ersetzen nicht die rechtsverbindliche Auskunft der Denkmalschutzbehörde.

## Baudenkmäler nach Ortsteilen

### Lechbruck
| Lage                                                         | Objekt                                        | Beschreibung | Akten-Nr.              | Bild                               |
| ------------------------------------------------------------ | --------------------------------------------- | --- | ---------------------- | ---------------------------------- |
| Am Leuthenbach 12 (Standort)                                 | Hausfigur (Kruzifix)                          | wohl Nachbildung des Kruzifix am Haus Untere Dorfstr. 25. | D-7-77-147-4 Wikidata  | Hausfigur (Kruzifix)               |
| Brandach 4 (Standort)                                        | Ehemaliges Bauernhaus                         | Andreaskreuz über Tenne, im Kern 2. Hälfte 18. Jahrhundert, erneuert. | D-7-77-147-8 Wikidata  | Ehemaliges Bauernhaus              |
| Brandach 10 (Standort)                                       | Bauernhaus                                    | stattlicher verputzter Ständerbau mit Hakenschopf und geknickten Bügen, im Kern 1. Hälfte 17. Jahrhundert                                                                 | D-7-77-147-10 Wikidata | Bauernhaus                         |
| Brandach 18 (Standort)                                       | Ehemaliges Bauernhaus                         | verputzter Ständerbau mit ausgebautem Wirtschaftsteil, im Kern Mitte 18. Jahrhundert                                                                                      | D-7-77-147-11 Wikidata | Ehemaliges Bauernhaus              |
| Brandach 20 (Standort)                                       | Gasthaus zum Hirsch                           | erneuertes Flachdachhaus mit Kerbschnitzerei, giebelseitigen Kopfbügen und Giebeltür, im Kern Ende 18. Jahrhundert                                                        | D-7-77-147-12 Wikidata | Gasthaus zum Hirsch                |
| Brandach 24 (Standort)                                       | Ehemaliges Bauernhaus                         | Hakenschopf Mittertenne und Kopfbänder, 1. Hälfte 18. Jahrhundert | D-7-77-147-13 Wikidata | Ehemaliges Bauernhaus              |
| Brandach 33, 35 (Standort)                                   | Kreuz mit arma Christi                        | 19. Jahrhundert | D-7-77-147-14 Wikidata | Kreuz mit arma Christi             |
| Brandanger 14 (Standort)                                     | Ehemaliges Kleinbauernhaus                    | ausgebauter Wirtschaftsteil, verputzter Ständerbau mit verschalter Laube, im Kern 18. Jahrhundert                                                                         | D-7-77-147-15 Wikidata | Ehemaliges Kleinbauernhaus         |
| Flößerstraße 21 (Standort)                                   | Bauernhaus                                    | Hakenschopf und Mittertenne (Dach später), Giebeltür und Füllungstür zum Hausgang, Mitte 19. Jahrhundert                                                                  | D-7-77-147-16 Wikidata | Bauernhaus                         |
| Füssener Straße 8 (Standort)                                 | Ehemalige Schule                              | stattlicher Walmdachbau mit Wirtschaftsteil, Dreipassfenster über Korbbogenblende, 2. Hälfte 18. Jahrhundert                                                              | D-7-77-147-18 Wikidata | Ehemalige Schule                   |
| Füssener Straße 9 (Standort)                                 | Oberlichtgitter                               | bez. 1850. | D-7-77-147-19 Wikidata | Oberlichtgitter                    |
| Griesstraße 13 (Standort)                                    | Ehemaliges Bauernhaus                         | dreifacher, bemalter Kerbschnittfries an den Fußpfetten, 2. Viertel 19. Jahrhundert, erneuert.                                                                            | D-7-77-147-20 Wikidata | Ehemaliges Bauernhaus              |
| Grubweidach 3 (Standort)                                     | Gasthaus                                      | Steilsatteldachbau mit Glattputzbändern und geschnitzter Füllungstür, am Türgerüst bez. „1849 erkauft“, Bau um 1840; Wirtschaftsteil nach Brand um 1990 erneuert.         | D-7-77-147-21 Wikidata | Gasthaus                           |
| Kirchweg 27 (Standort)                                       | Katholische Pfarrkirche St. Mariä Heimsuchung | frühklassizistische Saalkirche von Joseph Anton Geisenhof, 1786/88, Turm 1792/93; mit Ausstattung; Aussegnungshalle, Walmdachbau, um 1900.                                | D-7-77-147-1 Wikidata  | weitere Bilder                     |
| Lechhallenweg 6 (Standort)                                   | Bauernhaus                                    | im Kern 18. Jahrhundert, Erscheinungsweise Anfang 19. Jahrhundert; an der Südseite Fassadenmalerei: Flößerszenen und klassizistische Supraporte mit gemalter Hausnummer.  | D-7-77-147-22 Wikidata | Bauernhaus                         |
| Lechwiesenstraße 21 (Standort)                               | Ehemaliges Bauernhaus                         | Andreaskreuz und Bauinschrift „1837“ über dem Tenntor. | D-7-77-147-23 Wikidata | Ehemaliges Bauernhaus              |
| Moos 18 (Standort)                                           | Bauernhaus                                    | verschalter Giebel und verbretterter Wirtschaftsteil, im Kern 18. Jahrhundert                                                                                             | D-7-77-147-24 Wikidata | Bauernhaus                         |
| Moos 24 (Standort)                                           | Doppelhaus                                    | südliche Hälfte alt, mit genasten Bügen, Sonnenuhr und aufgedoppelter Haustür, im Kern noch 17. Jahrhundert                                                               | D-7-77-147-25 Wikidata | Doppelhaus                         |
| Mühlweg 7 (Standort)                                         | Ehemaliges Bauernhaus                         | verputzter Ständerbau mit bemalten Kopfbügen, im Kern 1. Hälfte 18. Jahrhundert                                                                                           | D-7-77-147-26 Wikidata | Ehemaliges Bauernhaus              |
| Mühlweg 12 (Standort)                                        | Ehemaliges Bauernhaus                         | Mittertennbau mit verschaltem Giebel, Hakenschopf, Andreaskreuz über der Tenne und kräftigen Nasenbügen, 2. Hälfte 17. Jahrhundert; Wirtschaftsteil umgebaut.             | D-7-77-147-27 Wikidata | Ehemaliges Bauernhaus              |
| Mühlweg 16 (Standort)                                        | Ehemaliges Bauernhaus (Doppelhaus)            | alter Wohnteil mit verbrettertem Giebel, weitem Dachüberstand und genasten Kopfbügen, 1. Hälfte 18. Jahrhundert                                                           | D-7-77-147-28 Wikidata | Ehemaliges Bauernhaus (Doppelhaus) |
| Mühlweg 17 (Standort)                                        | Bauernhaus                                    | verputzter, über dem Stall offener Ständerbau mit Kopf- und Fußbändern, 2. Hälfte 17. Jahrhundert                                                                         | D-7-77-147-29 Wikidata | Bauernhaus                         |
| Mühlweg 20 (Standort)                                        | Ehemaliges Bauernhaus                         | Steilsatteldach und Glattputzstreifen um die Fenster, gegen Mitte 19. Jahrhundert                                                                                         | D-7-77-147-30 Wikidata | Ehemaliges Bauernhaus              |
| Mühlweg 25 (Standort)                                        | Ehemaliges Bauernhaus                         | Mittertennbau mit Kopfbändern und Nasenbügen, alte Verbretterung, 1. Hälfte 18. Jahrhundert                                                                               | D-7-77-147-31 Wikidata | Ehemaliges Bauernhaus              |
| Pfarrer-Königsdorfer-Weg (nordöstlich der Kirche) (Standort) | Wegkapelle, Magnuskapelle                     | wohl Ende 18. Jahrhundert; mit Ausstattung; | D-7-77-147-2 Wikidata  | Wegkapelle, Magnuskapelle          |
| Schongauer Straße 25 (Standort)                              | Kleinhaus                                     | aufgesteiltes Dach, verschalter Giebel, verputzter Ständerbau, im Kern 1. Hälfte 18. Jahrhundert                                                                          | D-7-77-147-33 Wikidata | Kleinhaus                          |
| Schongauer Straße 31 (Standort)                              | Hausfigur                                     | Kruzifix, spätbarock, 2. Viertel 18. Jahrhundert | D-7-77-147-34 Wikidata | Hausfigur                          |
| Untere Dorfstraße 3 (Standort)                               | Bauernhaus                                    | Flachdach mit Hakenschopf, Glattputzbänder und Lichtöffnungen im Giebel, 1. Viertel 19. Jahrhundert                                                                       | D-7-77-147-35 Wikidata | Bauernhaus                         |
| Untere Dorfstraße 11 (Standort)                              | Grubmühle                                     | stattliches Flachdachhaus mit verschaltem Giebel, 18. Jahrhundert erneuert.                                                                                               | D-7-77-147-36 Wikidata | Grubmühle                          |
| Untere Dorfstraße 23 (Standort)                              | Ehemaliges Kleinbauernhaus                    | Mittertennbau mit langen Kopfbändern, im Kern Mitte 18. Jahrhundert | D-7-77-147-37 Wikidata | Ehemaliges Kleinbauernhaus         |
| Untere Dorfstraße 25 (Standort)                              | Hausfigur                                     | Kruzifix, 2. Viertel 18. Jahrhundert | D-7-77-147-38 Wikidata | Hausfigur                          |
| Untere Dorfstraße 37 (Standort)                              | Ehemaliges Bauernhaus                         | Hakenschopf, Knaggen, Kerbschnitzerei, Andreaskreuz, 2. Hälfte 18. Jahrhundert, erneuert                                                                                  | D-7-77-147-39 Wikidata | Ehemaliges Bauernhaus              |
| Untere Dorfstraße 39 (Standort)                              | Ehemaliges Bauernhaus                         | verputzter Ständerbau mit verschaltem Giebel, Hakenschopf, Rokoko-Haustür, Tennenbundwerk, Ende 17. Jahrhundert; innen bemalte Türen und ausgemalte Vertäfelung, um 1780. | D-7-77-147-40 Wikidata | Ehemaliges Bauernhaus              |
| Untere Dorfstraße 40 (Standort)                              | Ehemaliges Bauernhaus                         | Hälfte eines Doppelhauses, z. T. verschalter Ständerbau, Giebelschopf, ungefasste Fensterläden, im Kern 2. Hälfte 18. Jahrhundert                                         | D-7-77-147-41 Wikidata | Ehemaliges Bauernhaus              |
| Weidach 3 (Standort)                                         | Bauernhaus                                    | Mittertennbau mit aufgedoppelter Haustür, Andreaskreuz, Ende 18. Jahrhundert                                                                                              | D-7-77-147-43 Wikidata | Bauernhaus                         |
| Weidach 6 (Standort)                                         | Kleinhaus                                     | verschalter Giebel und profilierte Büge, 1. Hälfte 18. Jahrhundert | D-7-77-147-44 Wikidata | Kleinhaus                          |
| Weidach 8, 10 (Standort)                                     | Ehemaliges Bauernhaus                         | verputzter Ständerbau mit Kopfbügen, profiliertem Türsturz und Giebelschalung, 17./18. Jahrhundert – jetzt Flößermuseum                                                   | D-7-77-147-46 Wikidata | weitere Bilder                     |
| Weiherweg 6 (Standort)                                       | Ehemaliges Bauernhaus                         | Tennentor mit Andreaskreuz, übergangene Wandmalerei, im Kern 18. Jahrhundert, erneuert.                                                                                   | D-7-77-147-47 Wikidata | Ehemaliges Bauernhaus              |
| Weiherweg 8 (Standort)                                       | Bauernhaus                                    | ausgebauter Hakenschopf, alte aufgedoppelte Haustür und profiliertes Sturzbrett, Andreaskreuz, im Kern 1. Hälfte 18. Jahrhundert, erneuert.                               | D-7-77-147-48 Wikidata | Bauernhaus                         |
| Weiherweg 12 (Standort)                                      | Ehemaliges Bauernhaus                         | Flachdach, im Kern 18. Jahrhundert, erneuert. | D-7-77-147-49 Wikidata | Ehemaliges Bauernhaus              |

### Dieswag
| Lage                      | Objekt     | Beschreibung | Akten-Nr.              | Bild       |
| ------------------------- | ---------- | --- | ---------------------- | ---------- |
| Dieswag 1, 1 a (Standort) | Bauernhaus | verschalter Giebel, Kerbschnitzerei und kräftige Büge (Bemalungen), Tennenbundwerk, Ende 18. Jahrhundert; Wirtschaftsteil umgebaut. | D-7-77-147-50 Wikidata | Bauernhaus |

### Geisenmoos
| Lage                    | Objekt     | Beschreibung                                        | Akten-Nr.              | Bild       |
| ----------------------- | ---------- | --------------------------------------------------- | ---------------------- | ---------- |
| Geisenmoos 1 (Standort) | Bauernhaus | Steilsatteldach, am steinernen Türgerüst bez. 1841. | D-7-77-147-51 Wikidata | Bauernhaus |

### Helmenstein
| Lage                     | Objekt     | Beschreibung                                                           | Akten-Nr.              | Bild       |
| ------------------------ | ---------- | ---------------------------------------------------------------------- | ---------------------- | ---------- |
| Helmenstein 3 (Standort) | Bauernhaus | Tennenbundwerk, 2. Hälfte 18. Jahrhundert, umgebaut im 19. Jahrhundert | D-7-77-147-52 Wikidata | Bauernhaus |

### Klausmen
| Lage               | Objekt               | Beschreibung                                                        | Akten-Nr.              | Bild           |
| ------------------ | -------------------- | ------------------------------------------------------------------- | ---------------------- | -------------- |
| St 2059 (Standort) | Kapelle St. Wendelin | Bau um 1679/80, um Mitte 18. Jahrhundert erneuert; mit Ausstattung. | D-7-77-147-53 Wikidata | weitere Bilder |

### Rehle
| Lage               | Objekt     | Beschreibung | Akten-Nr.              | Bild       |
| ------------------ | ---------- | --- | ---------------------- | ---------- |
| Rehle 1 (Standort) | Bauernhaus | Einfirsthof, breitgelagerter, zweigeschossiger Putzbau mit Flachsatteldach, verbrettertem Kniestock und Giebel, im Kern 18. Jh., Ausgestaltung 19. Jh., in der Wiederkehr Blockbau-Getreidekasten. | D-7-77-147-55 Wikidata | Bauernhaus |

## Ehemalige Baudenkmäler
In diesem Abschnitt sind Objekte aufgeführt, die früher einmal in der Denkmalliste eingetragen waren, jetzt aber nicht mehr. Objekte, die in anderem Zusammenhang also z. B. als Teil eines Baudenkmals weiter eingetragen sind, sollen hier nicht aufgeführt werden. Aktennummern in diesem Abschnitt sind ehemalige, jetzt nicht mehr gültige Aktennummern.

| Lage                            | Objekt     | Beschreibung              | Akten-Nr.             | Bild       |
| ------------------------------- | ---------- | ------------------------- | --------------------- | ---------- |
| Lechbruck Brandach 8 (Standort) | Kopfbänder | 1. Hälfte 18. Jahrhundert | D-7-77-147-9 Wikidata | Kopfbänder |